# Albert Lamorisse
Albert Lamorisse (Parigi, 13 gennaio 1922 – Karaj, 2 giugno 1970) è stato un regista, produttore cinematografico e scrittore francese.

## Biografia
Nel 1953 produce e dirige un cortometraggio dal titolo Crin-Blanc, la storia di un ragazzo e di uno stallone bianco. La sua opera più nota è il cortometraggio Le ballon rouge (Il palloncino rosso) 1956, che gli valse la Palma d'Oro Grand Prize al Festival di Cannes e un Oscar per la migliore sceneggiatura.
Durante la sua adolescenza ideò un gioco da tavolo che brevettò, il 23 marzo 1954, con la denominazione "La Conquête du Monde" ("La conquista del Mondo"), in seguito divenuto celebre come Risk o Risiko!.
Lamorisse morì in Iran, precipitando in elicottero, durante le riprese del documentario Le vent des amoureux.

## Filmografia
Cortometraggi
- Bim
- Crin blanc: le cheval sauvage (1953)
- Il palloncino rosso (Le ballon rouge) (1956)
- Paris jamais vu (1967)
- Le songe de chevaux sauvages (1962)

Lungometraggi
- Le voyage en ballon (1960)
- Fifi la plume (1965)

Documentari
- Djerba (1947)
- Versailles (1967)
- Le Vent des amoureux (1978)

Riconoscimenti
- Festival di Cannes 1953 - Palma d'oro per il migliore cortometraggio.Crin blanc: le cheval sauvage.
- Festival di Cannes 1956 - Palma d'oro per il migliore cortometraggio Il palloncino rosso.